# Theofil Presbyter
Theofil Presbyter či Theophilus Presbyter bylo mnišské jméno nebo pseudonym zlatníka, který se pravděpodobně jmenoval Roger z Helmarshausenu; žil ve 12. století jako mnich řádu benediktinů a sepsal latinský spis o technikách uměleckých řemesel, zejména zlatnictví.

## Dílo
Spis nazvaný Schedula diversarum artium“ (v jiných opisech „De diversis artibus“) vznikl mezi léty 1100 a 1120. Nejstarší dochovaný rukopis je v Rakouské národní knihovně ve Vídni pod označením Codex sign. 2527; druhý exemplář se dochoval v Knihovně vévody Augusta ve Wolfenbüttelu (pod signaturou Cod. Guelf. Gud. Lat. 69 2°). Spis objevil Gotthold Efraim Lessing, když byl knihovníkem ve Wolfenbüttelu. V roce 1874 následoval první částečný překlad do němčiny, po něm kompletní edice v angličtině, francouzštině, polštině, italštině a maďarštině, česky dosud nevyšel.
Theofil výklad rozdělil systematicky do 96 kapitol. Detailně popisuje techniky a materiály středověkých řemesel, počínaje pracemi malířskými a kreslířskými pro knižní malbu. Vykládá recepty na zhotovování barev pro knižní i nástěnné malířství, pro výrobu skla pro okenní vitraje i pro smalty. Nejlépe zná zlatnické techniky a postupy, popisuje stavbu pece k tavení drahých i obecných kovů, všímá si různě legovaného zlata, stříbra, mědi i železa. Zná výzdobné techniky jako je rytí, smaltování nebo niello. Dále popisuje výrobky k chrámovému užití, například kříž, svícen, kadidelnici, liturgický kalich či paténu. Z kovolitectví di všímá zejména výroby píšťaly pro varhany, stavby varhan, a odlévání zvonů. Nakonec připojuje kapitoly o drahých kamenech a perlách.

## Autor
Theofil byl podle svého díla ztotožněn s porýnským mnichem a kazatelem Rogerem z benediktinského kláštera v Helmarshausenu. Data jeho života byla stanovena s pomocí nekrologií: Narodil se pravděpodobně kolem roku 1070. Pocházel z povodí řeky Maasy, kde vstoupil do kláštera ve Stavelotu. Mezi léty 1100 a 1107 pracoval v bazilice sv. Pantaleona v Kolíně nad Rýnem. Po roce 1107 odešel do kláštera v Helmarshausenu, kde zůstal až do smrti. Zemřel tam po roce 1125.
Není jasné, zda pouze organizoval a vedl práci klášterních dílen bratří laiků, nebo zda byl sám také řemeslníkem.

## Překlady a literatura
- De diversis artibus, neboli Schedula diversarum artium (3 díly)
- G. E. Lessing: Vom Alter der Ölmalerey aus dem Theophilus Presbyter. Berlín 1774
- A. Ilg (Hg): Theophilus Presbyter. Schedula diversarum artium. in: Quellenschriften für Kunstgeschichte. Bd. VII. Wien 1874
- W. Theobald: Technik des Kunsthandwerks im 10. Jahrhundert Des T. Schedula Diversarum Artium. Berlín 1933 (1953, 1981)
- E. Freise: Roger v. Helmarshausen in seiner monastischen Umwelt, in: Frühmittelalterliche Studien 15, 1981
- Erhard Brepohl: Theophilus Presbyter und das mittelalterliche Kunsthandwerk. Leipzig 1987, 2. vyd. Köln 1999 (nejlepší bohatě ilustrované vydání).
- Christoph Stiegmann - Hiltrud Westermann-Angerhausen (Hrsg.): Schatzkunst am Aufgang der Romanik. Der Paderborner Dom-Tragaltar und sein Umkreis. München 2006